# Gonolobus fuscoviolaceus
Gonolobus fuscoviolaceus är en oleanderväxtart som beskrevs av R. E. Woodson. Gonolobus fuscoviolaceus ingår i släktet Gonolobus och familjen oleanderväxter. Inga underarter finns listade i Catalogue of Life.